# Copa espanyola d'hoquei sobre patins masculina 2009
La seixanta sisena edició de la Copa espanyola d'hoquei patins masculina (en el moment anomenada, Copa del Rei) prengué part al Pazo dos Deportes de Riazor de la ciutat gallega de La Corunya entre el 19 i el 22 de març de 2009.
Els àrbitres que van prendre part en aquesta competició foren: els catalans Jordi Vidal, Joan Molina, Òscar Valverde, Miquel Alemany, Luis Delfa, Josep Gómez i Antonio Gómez; el valencià José Juan Melero; els gallecs María Teresa Martínez, Fran García i Emilio Mariñas; l'asturià Alberto Garrote; i els madrilenys Germán Sandoval i Sergi Mayor.
A les 13h del 4 de febrer s'efectuà el sorteig de la Copa al Saló de Plens de l'Ajuntament de La Corunya. A la cerimònia assistiren els presidents, entrenadors i capitans dels vuit equips que disputaren el campionat.

## Participants
Els equips classificats com a caps de sèrie tenen un estel daurat al lateral ().
| Equips | Equips                 |
| ------ | ---------------------- |
|        | Barcelona Sorli Discau |
|        | Roncato Vic            |
|        | Viva Hàbitat Blanes    |
|        | Grup Castillo Lleida   |
|        | Coinasa Liceo          |
|        | Alnimar Reus Deportiu  |
|        | Noia Freixenet         |
|        | Proinosa Igualada      |

## Llegenda
| (p) = Gol de penalti (pro.) = Gol en pròrroga |

## Resultats
Els horaris corresponen a l'hora d'hivern de Galícia (zona horària: UTC+1), als Països Catalans és la mateixa.
|  | Quarts de final                                     | Quarts de final                                     |                                                     |   | Semifinals | Semifinals |  |  | Final | Final |
|  |                                                     |                                                     |                                                     |   |            |            |  |  |       |       |
|  | 19 de març - La Corunya Pazo dos Deportes de Riazor |                                                     |                                                     |   |            |            |  |  |       |       |
|  |                                                     |                                                     |                                                     |   |            |            |  |  |       |       |
|  | Coinasa Liceo                                       | 6                                                   |                                                     |   |            |            |  |  |       |       |
|  | Coinasa Liceo                                       | 6                                                   | 21 de març - La Corunya Pazo dos Deportes de Riazor |   |            |            |  |  |       |       |
|  | Proinosa Igualada                                   | 3                                                   |                                                     |   |            |            |  |  |       |       |
|  | Proinosa Igualada                                   | 3                                                   | Coinasa Liceo                                       | 1 |            |            |  |  |       |       |
|  | 19 de març - La Corunya Pazo dos Deportes de Riazor |                                                     | Coinasa Liceo                                       | 1 |            |            |  |  |       |       |
|  |                                                     | Roncato Vic                                         | 2                                                   |   |            |            |  |  |       |       |
|  | Roncato Vic                                         | Roncato Vic                                         | 2                                                   | 4 |            |            |  |  |       |       |
|  | Roncato Vic                                         |                                                     | 22 de març - La Corunya Pazo dos Deportes de Riazor | 4 |            |            |  |  |       |       |
|  | Noia Freixenet                                      | 1                                                   |                                                     |   |            |            |  |  |       |       |
|  | Noia Freixenet                                      | 1                                                   | Roncato Vic                                         | 2 |            |            |  |  |       |       |
|  | 20 de març - La Corunya Pazo dos Deportes de Riazor |                                                     | Roncato Vic                                         | 2 |            |            |  |  |       |       |
|  |                                                     | Barcelona Sorli Discau                              | 1                                                   |   |            |            |  |  |       |       |
|  | Barcelona Sorli Discau                              | Barcelona Sorli Discau                              | 1                                                   | 3 |            |            |  |  |       |       |
|  | Barcelona Sorli Discau                              | 21 de març - La Corunya Pazo dos Deportes de Riazor |                                                     | 3 |            |            |  |  |       |       |
|  | Viva Hàbitat Blanes                                 | 1                                                   |                                                     |   |            |            |  |  |       |       |
|  | Viva Hàbitat Blanes                                 | 1                                                   | Barcelona Sorli Discau                              | 4 |            |            |  |  |       |       |
|  | 20 de març - La Corunya Pazo dos Deportes de Riazor |                                                     | Barcelona Sorli Discau                              | 4 |            |            |  |  |       |       |
|  |                                                     | Alnimar Reus Deportiu                               | 2                                                   |   |            |            |  |  |       |       |
|  | Alnimar Reus Deportiu                               | Alnimar Reus Deportiu                               | 2                                                   | 2 |            |            |  |  |       |       |
|  | Alnimar Reus Deportiu                               |                                                     |                                                     | 2 |            |            |  |  |       |       |
|  | Grup Castillo Lleida                                | 1                                                   |                                                     |   |            |            |  |  |       |       |
|  | Grup Castillo Lleida                                | 1                                                   |                                                     |   |            |            |  |  |       |       |

### Quarts de final
| 19 de març de 2009 19:00                        |     |                                      |                                                                                      |
| Coinasa Liceo                                   | 6-3 | Proinosa Igualada                    | Pazo dos Deportes de Riazor Àrbitres: Garrote i Mayor Assistència: 3.500 espectadors |
| Lamas 8', 47', 48' Bargalló 9', 31' Álvarez 48' |     | Casanovas 15' Busquets 23' Baliu 47' | Pazo dos Deportes de Riazor Àrbitres: Garrote i Mayor Assistència: 3.500 espectadors |

| 19 de març de 2009 21:00 |     |                |                                                                                     |
| Roncato Vic              | 4-1 | Noia Freixenet | Pazo dos Deportes de Riazor Àrbitres: Molina i Delfa Assistència: 2.000 espectadors |
| Torra 23', 23', 39, 50'  |     | Feixas 30'     | Pazo dos Deportes de Riazor Àrbitres: Molina i Delfa Assistència: 2.000 espectadors |

| 20 de març de 2009 19:00                |     |                     |                                                                                         |
| Barcelona Sorli Discau                  | 3-1 | Viva Hàbitat Blanes | Pazo dos Deportes de Riazor Àrbitres: J. Gómez i Mariñas Assistència: 1.500 espectadors |
| Borregán 17' Masoliver 27' Panadero 31' |     | Armengol 41' (p)    | Pazo dos Deportes de Riazor Àrbitres: J. Gómez i Mariñas Assistència: 1.500 espectadors |

| 20 de març de 2009 21:00 |     |                      |                                                                                         |
| Alnimar Reus Deportiu    | 2-1 | Grup Castillo Lleida | Pazo dos Deportes de Riazor Àrbitres: Martínez i Alemany Assistència: 1.500 espectadors |
| P. Gil 12' Sánchez 23'   |     | F. Gil 22'           | Pazo dos Deportes de Riazor Àrbitres: Martínez i Alemany Assistència: 1.500 espectadors |

### Semifinals
| 21 de març de 2009 17:00 |     |                       |                                                                                        |
| Coinasa Liceo            | 1-2 | Roncato Vic           | Pazo dos Deportes de Riazor Àrbitres: Valverde i Melero Assistència: 4.000 espectadors |
| Álvarez 38               |     | Adroher 25' Torra 50' | Pazo dos Deportes de Riazor Àrbitres: Valverde i Melero Assistència: 4.000 espectadors |

| 21 de març de 2009 19:00                 |     |                       |                                                                                        |
| Barcelona Sorli Discau                   | 4-2 | Alnimar Reus Deportiu | Pazo dos Deportes de Riazor Àrbitres: García i A. Gómez Assistència: 2.500 espectadors |
| Teixidó 9' Borregán 37' D. Páez 43', 50' |     | García 12' Gual 13'   | Pazo dos Deportes de Riazor Àrbitres: García i A. Gómez Assistència: 2.500 espectadors |

### Final
| 22 de març de 2009 13:00 |     |                        |                                                                                       |
| Roncato Vic              | 2-1 | Barcelona Sorli Discau | Pazo dos Deportes de Riazor Àrbitres: Vidal i Sandoval Assistència: 1.500 espectadors |
| Roca 8', 37' (p)         |     | Teixidó 16'            | Pazo dos Deportes de Riazor Àrbitres: Vidal i Sandoval Assistència: 1.500 espectadors |

| Campió RONCATO VIC |

## Màxims golejadors
Article principal: Llista completa de golejadors
| Jugador          | Equip                  | Gols |
| ---------------- | ---------------------- | ---- |
| Marc Torra       | Roncato Vic            | 5    |
| Josep Lamas      | Liceo Vodafone         | 3    |
| Pablo Álvarez    | Liceo Vodafone         | 2    |
| Jordi Bargalló   | Liceo Vodafone         | 2    |
| Alberto Borregán | Barcelona Sorli Discau | 2    |
| David Páez       | Barcelona Sorli Discau | 2    |
| "Titi" Roca      | Roncato Vic            | 2    |
| Lluís Teixidó    | Barcelona Sorli Discau | 2    |

## Premis
- Màxim golejador: Marc Torra (Roncato Vic)
- Millor jugador: Marc Torra (Roncato Vic)